# Thalassina anomala
Thalassina anomala is een tienpotigensoort uit de familie Thalassinidae. De wetenschappelijke naam van de soort is voor het eerst geldig gepubliceerd in 1804 door Herbst.